# AS 두아네스 (부르키나파소)
AS 두아네스(프랑스어: AS Douanes)는 와가두구를 연고로 하는 부르키나파소의 축구단이다.